# Abu-l-Barakat
Abu-l-Barakat Hibat-Al·lah ibn Malkà al-Baghdadí al-Baladí (àrab: أبو البركات هبة الله بن علي بن ملكا البغدادي البلدي, Abū l-Barakāt Hibbat Allāh b. ʿAlī b. Malkā al-Baḡdādī al-Baladī), més conegut simplement com a Abu-l-Barakat, com a Àwhad az-Zaman (àrab: أوحد الزمان, Awḥad az-Zamān, ‘l'Únic del seu Temps’) o com a al-Baladí (Balad, prop de Mossul, 1077 - Bagdad vers el 1164) fou un filòsof i metge d'origen jueu convertit a l'islam.
Era un metge famós i va estar al servei dels califes a Bagdad. Va esdevenir musulmà a una edat avançada, segurament després de la mort de l'esposa del soldà Mahmud a la que tractava, per por de les represàlies, o quan fou fet presoner pel soldà Massud, després d'una derrota del califa al-Mústarxid (118-1135). Al final de la seva vida era cec.
La seva obra principal és el Kitab al-Mutabar, tractat de lògica, filosofia, psicologia, física i metafísica, editat a Hayderabad el 1939. Aquesta obra segueix els postulats d'Aristòtil i hi distingeix la velocitat de l'acceleració. Nega que el temps sigui un concepte físic o material, ja que no pot mesurar el moviment, sinó l'ésser.